# Chiesa di San Francesco d'Assisi al Fopponino
La chiesa di San Francesco d'Assisi al Fopponino è una chiesa parrocchiale di moderna costruzione che si trova a Milano in via Paolo Giovio, nei pressi di piazzale Aquileia, nel territorio del Decanato di Porta Vercellina. Terminata nel 1964 su disegno dell'architetto Gio Ponti, sorge su un'area precedentemente occupata dal Fopponino di Porta Vercellina, cimitero aperto nell'anno 1576 durante la grande peste di San Carlo e soppresso nel 1895.

## Storia
La storia di questo edificio è strettamente legata al vecchio fopponino il cui ricordo è infatti mantenuto nella dedica e la cui vecchia chiesetta secentesca dei "Santi Giovanni e Carlo" o "Giovannino alla Paglia" non era più sufficiente a servire i numerosi abitanti della zona. Per questo motivo nel luglio del 1959 venne commissionata, nell'ambito del programma Ventidue chiese per ventidue concili contenuto nel Concilio Vaticano II, l'erezione di una nuova parrocchiale il cui primo progetto, che non ebbe però seguito, venne affidato all'architetto Giovanni Muzio.
La progettazione della nuova chiesa venne quindi affidata nel 1961 al celeberrimo architetto Gio Ponti, già autore del Grattacielo Pirelli di Milano nel 1960 e di cui infatti si possono trovare numerose citazioni stilistiche anche nella nuova chiesa. L'opera di insieme, edificio e arredo liturgico, venne realizzata in stretta collaborazione con la Scuola Beato Angelico e don Marco Melzi, amico di Gio Ponti.
La costruzione ha pianta esagonale asimmetrica e facciata sulla via Paolo Giovio e risulta stretta fra le facciate di altri due edifici religiosi attigui anch'essi opera del Ponti e che creano una sorta di palcoscenico aperto sulla medesima via. Nella facciata sono ricavate otto aperture, o finestre, a forma di diamante allungato verticalmente attraverso le quali si vede il cielo e che conferiscono leggerezza alla facciata intera. La medesima forma di diamante viene riproposta in tre ampie aperture centrali, poste sopra l'ingresso, decorate da vetrate realizzate negli anni '70 dal pittore Cristoforo De Amicis.. I soggetti per la vetrata sulla facciata sono Santa Chiara, San Francesco e la Beata, per la navata laterale destra il Volo d’angeli. La Parabola dei granelli di senape, della navata laterale sinistra, viene eseguita sempre dall'artista, nel ‘71 in memoria di un parrocchiano.
L'ampia rampa di accesso che porta all'ingresso anticipa quanto verrà poi realizzato anche nella chiesa dell'Ospedale San Carlo di Milano del 1966.
La chiesa Contiene molte le opere d'arte commissionate a vari artisti nel 1964. Vi sono da segnalare  la grande pala absidale del pittore Francesco Tabusso dal titolo "Il Cantico delle Creature". La tela, la più grande pala d'altare del ‘900 di dimensioni di 12x8 metri, fu realizzata in due parti come le pagine aperte di un libro. Il grande bosco e l'acqua che scorre fanno da contorno alle figure di San Francesco e Santa Chiara. L'opera sarà completata successivamente con 8 trittici che a partire dalla parete sinistra e lungo tutto il perimetro della chiesa illustrano con episodi della vita di San Francesco il testo della Preghiera semplice, attribuita al Santo di Assisi. Alla Chiesa di San Francesco viene inoltre donato nel 1978, dopo essere stato esposto nel '76 alla Galleria Gian Ferrari, il "Presepe degli artisti" che Tabusso realizza insieme a Gloria Argeles, Giacomo Soffiantino, Francesco Casorati, Nino Aimone, Giorgio Ramella, Riccardo Cordero e Bruno Grassi.